# Джейк Ампаро — Педро Тадуран
Бій Джейк Ампаро — Педро Тадуран (англ. Jake Amparo vs Pedro  Taduran) — професійний боксерський поєдинок між 3-м номером рейтингу IBF у мінімальній вазі Джейком Ампаро і 4-м номером рейтингу IBF у мінімальній вазі Педро Тадураном. Бій відбувся 28 грудня 2023 року у гімназії мудрості Бохоля в Тагбіларані (провінція Бохоль, Філіппіни). Педро Тадуран здобув перемогу одностайним рішенням.

## Передумови
Джейк Ампаро (14–4–1, 3 KO) має серію з 3 перемог поспіль. Востаннє боксер з Бохоля зазнавав поразки в листопаді 2022 року, коли програв розділеним рішенням непереможному в'єтнамцю Хуу Тоан Ле (112–116, 113–115, 117–111). Після цього Ампаро провів 8-раундовий поєдинок, у якому незважаючи на нокдаун у першому раунді, здобув перемогу одностайним рішенням.
6 травня 2023 року Джейк Ампаро провів перший з часів останньої поразки 12-раундовий бій. Тоді «Ель Бамбіно» здолав нокаутом у четвертому раунді Клайда Азаркона. Востаннє Джейк виходив на професійний ринг 5 серпня, коли переміг у Японії одностайним рішенням до цього непереможного Гокі Кобаяші (114–112, 117–109, 114–112).
Педро Тадуран (15–4–1, 12 KO) вперше поборовся за титул однієї з чотирьох основних боксерських організацій у 2018 році. Тоді він поступився одностайним рішенням Ваєнхонгу Менайотіну, боксеру, який на той час мав у своєму активі 50 перемог і 0 поразок.
Наступного року Тадуран завоював титул IBF, здобувши перемогу відмовою суперника від продовження бою в поєдинку проти Самуеля Сальви. Після цього філіппінець провів бій проти Данієла Вальядареса, який закінчився технічним рішенням.
У своєму наступному поєдинку Тадуран втратив пояс IBF, двічі програвши Рене Марку Куарто. Востаннє «Малюк генерал Педро» виходив на професійний ринг 30 січня 2023 року, коли здолав технічним нокаутом Павелла Балабу.

## Час початку
Поєдинок розпочався о 13:00 за київським часом.

## Суддівські записки
| Джонатан Девіс | Джонатан Девіс | Нобуто Ікехара | Нобуто Ікехара | Санонг Уомім | Санонг Уомім |
| -------------- | -------------- | -------------- | -------------- | ------------ | ------------ |
| Ампаро         | Тадуран        | Ампаро         | Тадуран        | Ампаро       | Тадуран      |
| 109            | 119            | 110            | 118            | 112          | 116          |